# Interrobang (album)
Interrobang è il dodicesimo album in studio del gruppo musicale statunitense Switchfoot, pubblicato nel 2021.

## Tracce
Testi e musiche di Tim e Jon Foreman, eccetto dove indicato.
1. Beloved – 5:34 (Tony Berg, T. Foreman, J. Foreman)
2. Lost 'Cause – 3:44
3. Fluorescent – 3:35 (J. Foreman)
4. If I Were You – 3:48
5. The Bones of Us – 4:02
6. Splinter – 3:47
7. I Need You (To Be Wrong) – 3:33
8. The Hard Way – 3:26
9. Wolves – 3:10 (J. Foreman)
10. Backwards in Time – 4:13
11. Electricity – 4:38 (J.Foreman)